# 아르시타
아르시타(이탈리아어: Arsita)는 이탈리아 아브루초주 테라모도에 위치한 코무네다. 그란산소 에 몬티델라라가 국립공원에 위치하며 테라모에서 36km 정도 떨어진 곳에 위치한다.